# 田井原遺跡
田井原遺跡（たいばるいせき）は、大分県竹田市田井にある縄文時代晩期から弥生時代初頭にかけての複合遺跡。

## 概要
田井原遺跡からは縄文時代晩期から弥生時代初頭にかけての土器や建物跡などが検出されているが、2007年（平成19年）9月に御物石器が九州で初めて完全な形で出土したことで注目を集めた。
御物石器は、北陸から近畿にかけて約200点が出土しており、用途は不明であるものの祭祀用の石器ではないかと考えられている。石川県鳳珠郡穴水町の法栄寺境内から出土した資料が明治天皇に献上されたことから、この名が付いた。
田井原遺跡の御物石器は、長さ約40センチメートル、幅約13〜18センチメートル、重さ約5キログラムの黒色粘板岩製の石器で、縄文時代晩期の土層から出土した。材料の石は付近のものではなく、本州などの他所で製作された石器が持ち込まれたものと推測されている。仮に中心的な出土地である北陸や近畿地方で製作されたものであれば、縄文時代晩期にこれらの地方と九州地方との間に交流があったことを示すものとなる。